# 2006年大西洋飓风季时间轴

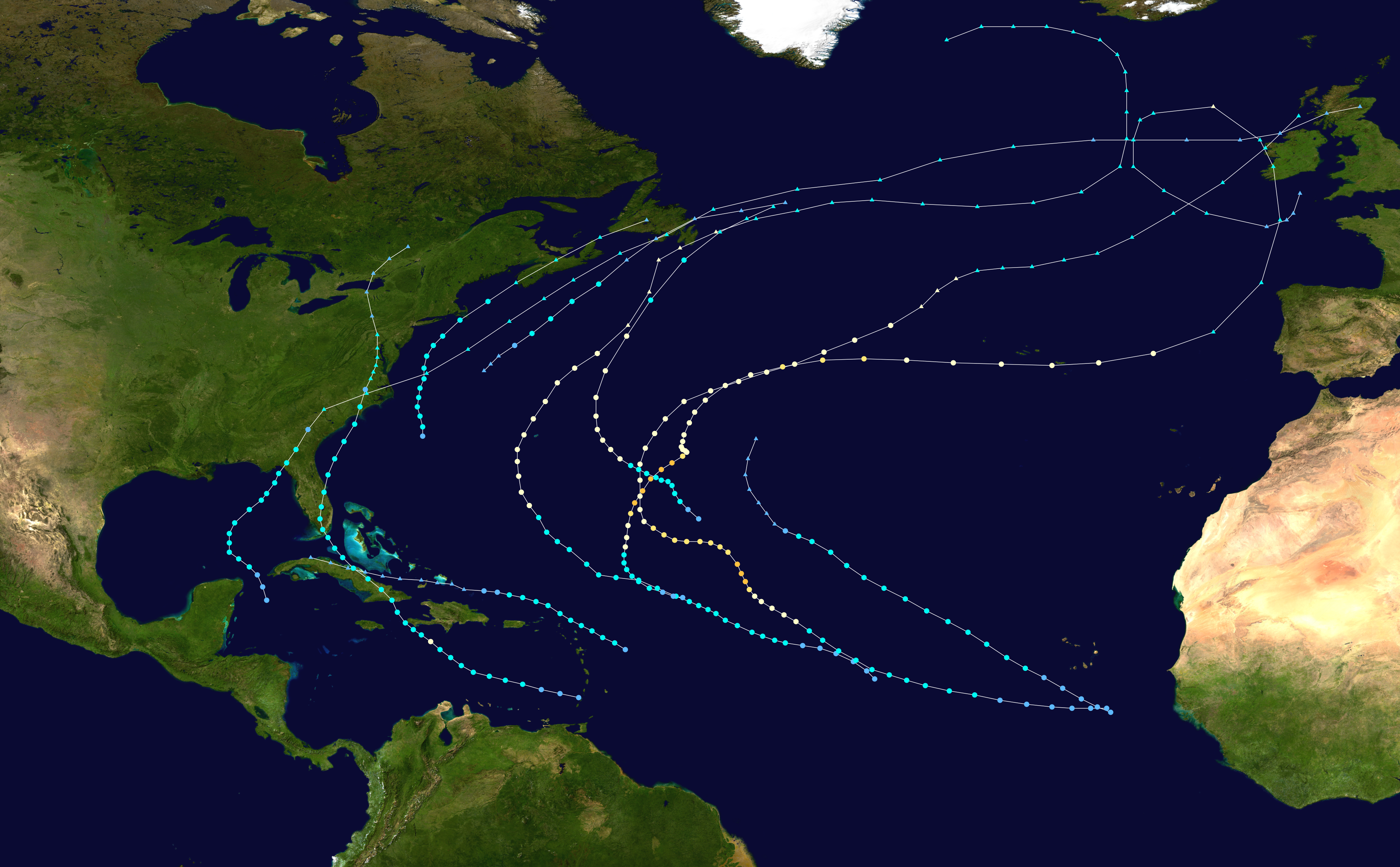
2006年大西洋飓风季所有风暴的路径图

2006年大西洋飓风季时间轴中记录了全年大西洋盆地所有热带和亚热带气旋形成、增强、减弱、登陆、转变成温带气旋以及消散的具体信息。2006年大西洋飓风季于2006年6月1日正式开始，同年11月30日结束，传统上这样的日期界定了一年中绝大多数热带气旋在大西洋形成的时间段，这一飓风季是继2001年大西洋飓风季以来第一个没有任何一场飓风在美国登陆的大西洋飓风季，也是继1994年大西洋飓风季以来第一次在整个十月份都没有热带气旋形成。美国国家飓风中心每年都会对前一年飓风季的所有天气系统进行重新分析，并根据结果更新其风暴数据库，因此以下时间轴中还包括实际操作中没有发布的信息。包括最大持续风速、位置、距离在内的所有数字都是经四舍五入换算成整数。
2006年大西洋飓风季的活动程度与前一年大西洋飓风季相比远远不及。起初气象学家预计在极其活跃的2005年大西洋飓风季后，2006年的活动程度应该只会略低。然而，2006年迅速形成的厄尔尼诺-南方涛动现象、大西洋热带海域上空的撒哈拉空气层，以及以百慕大为中心的亚速尔高压这一强大二级高气压的持续存在，都令2006年大西洋飓风季的活动程度大幅降低。从10月2日以后一直到飓风季结束都完全没有热带气旋形成。2005年12月底形成的热带风暴泽塔一直持续到了2006年1月初，成为有纪录以来第二个跨日历年的大西洋风暴。虽然其存在时间不在任何一年飓风季的正式时间段里，但仍然可以视为2005和2006年大西洋飓风季的一部分。

## 风暴时间轴

### 1月
1月1日
- 协调世界时凌晨0点：2005年12月30日形成的热带风暴泽塔进入2006年后仍处于活动状态，成为有纪录以来第二个跨日历年的北大西洋热带气旋。

1月6日
- 早上6点：热带风暴泽塔退化成热带低气压。
- 晚上21点：热带低气压泽塔消散，拉上了2005年大西洋飓风季的帷幕。

### 6月
6月1日
- 2006年大西洋飓风季正式开始。

6月10日

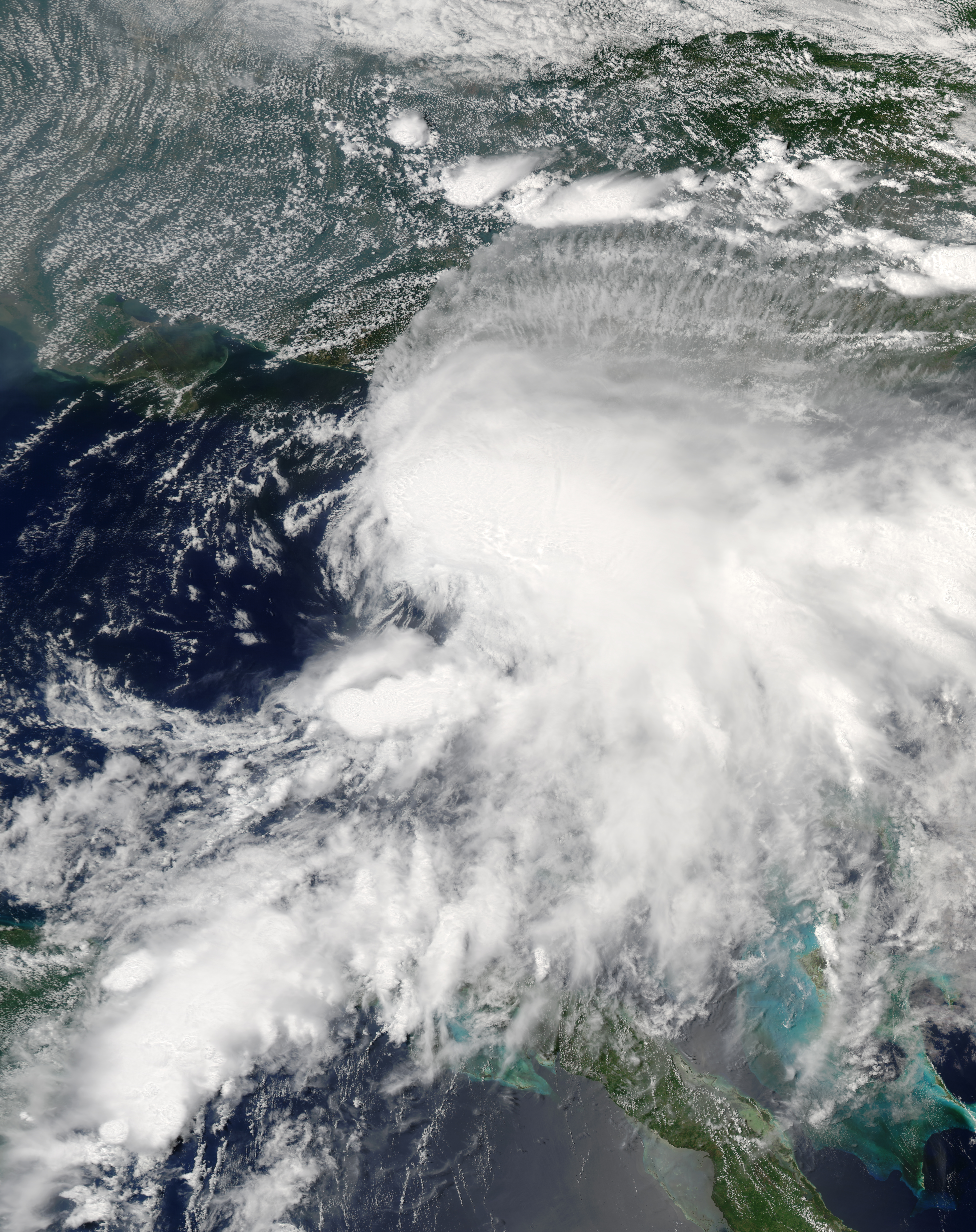
即将达到最高强度的热带风暴阿尔贝托

- 早上6点：第一号热带低气压在古巴最西面以南约220公里海域形成。

6月11日
- 凌晨0点：第一号热带低气压达到热带风暴强度，美国国家飓风中心因此将其命名为“阿尔贝托”（Alberto）。

6月13日
- 下午16点30分：热带风暴阿尔贝托以每小时75公里风速从佛罗里达州泰勒县附近登陆，登陆点约在塔拉赫西东南方向80公里处。

6月14日
- 早上6点：热带风暴阿尔贝托减弱成热带低气压。
- 中午12点：阿尔贝托的残留转变成温带气旋。

### 7月
7月17日
- 早上6点：一片温带低气压区在马萨诸塞州南塔克特东南方向约390公里洋面转变成热带低气压，不过当时美国国家飓风中心并没有发现，因为也就没有针对这一天气系统发布公告或是为其分配号码
- 中午12点：南塔克特附近的热带低气压增强成热带风暴，但由于美国国家飓风中心当时没有发现，因此未对其命名。

7月18日
- 中午12点：第二号热带低气压在北卡罗莱纳州威尔明顿东南偏东方向约645公里海域发展形成。
- 中午12点：之前未获命名的热带风暴退化成一片残留低气压。
- 下午18点：第二号热带低气压增强成热带风暴并获命“贝里尔”（Beryl）。

7月21日
- 早上6点45分：热带风暴贝里尔以风力时速80公里强度登陆马萨诸塞州南塔克特岛。
- 下午18点：热带风暴贝里尔转变成温带气旋。

### 8月
8月1日

热带风暴克里斯

- 凌晨0点：第三号热带低气压在巴布达岛东南偏东方向约380公里海域形成。
- 早上6点：第三号热带低气压达到热带风暴强度标准并获名“克里斯”（Chris）。

8月3日
- 下午18点：热带风暴克里斯降级成热带低气压。

8月4日
- 早上6点：热带低气压克里斯退化成一片残留低气压。

8月21日
- 下午18点：第四号热带低气压在佛得角培亚东南偏南方向约415公里洋面发展形成。

8月24日
- 下午18点：第五号热带低气压在格林纳达西北偏西方向75公里海域的加勒比海形成。

8月25日
- 中午12点：第五号热带低气压增强成热带风暴并获名“埃内斯托”（Ernesto）。

8月26日
- 早上6点：热带风暴黛比减弱为热带低气压。
- 中午12点：热带低气压黛比降级成低气压。

8月27日
- 早上6点：热带风暴埃内斯托成为2006年大西洋飓风季的首场飓风

飓风埃内斯托

- 中午12点：飓风埃内斯托减弱成热带风暴。

8月28日
- 上午11点15分：热带风暴埃内斯托以每小时65公里风速登陆古巴。

8月29日
- 凌晨3点：热带风暴埃内斯托以风力时速70公里强度在佛罗里达礁岛群上群岛的农园礁岛进行了第二次登陆。

8月30日
- 早上5点：热带风暴埃内斯托以每小时70公里风速在迈阿密-戴德县西南方向进行了第三次登陆。

### 9月
9月1日
- 凌晨0点：热带风暴埃内斯托以风力时速110公里强度在北卡罗莱纳州不伦瑞克县奥克岛（Oak Island）进行了第四次登陆。
- 中午12点：热带风暴埃内斯托减弱成热带低气压。
- 下午18点：热带低气压埃内斯托转变成温带气旋。

9月3日
- 下午18点：第六号热带低气压在佛得角以西约1585公里海域发展形成。

9月5日
- 早上6点：第六号热带低气压发展成热带风暴并获命名为“佛罗伦萨”（Florence）。

9月10日
- 早上6点：热带风暴佛罗伦萨成为本季第二场飓风。
- 下午18点：第七号热带低气压在背风群岛东北偏东方向约870公里洋面形成。

9月11日
- 中午12点：第七号热带低气压增强成热带风暴并获名“戈登”（Gordon）。

9月12日
- 中午12点：第八号热带低气压在佛得角东南偏南方向约370公里海域发展形成。

9月13日
- 凌晨0点：飓风佛罗伦萨转变成温带气旋。
- 凌晨0点：热带风暴戈登达到飓风强度。
- 下午18点：飓风戈登成为二级飓风。

9月14日
- 凌晨0点：飓风戈登成为本季首场大型飓风。
- 凌晨0点：第八号热带低气压达到热带风暴强度并获名“海伦”（Helene）。

9月16日
- 中午12点：热带风暴海伦达到飓风强度。

9月17日
- 下午18点：飓风海伦成为二级飓风。

9月18日

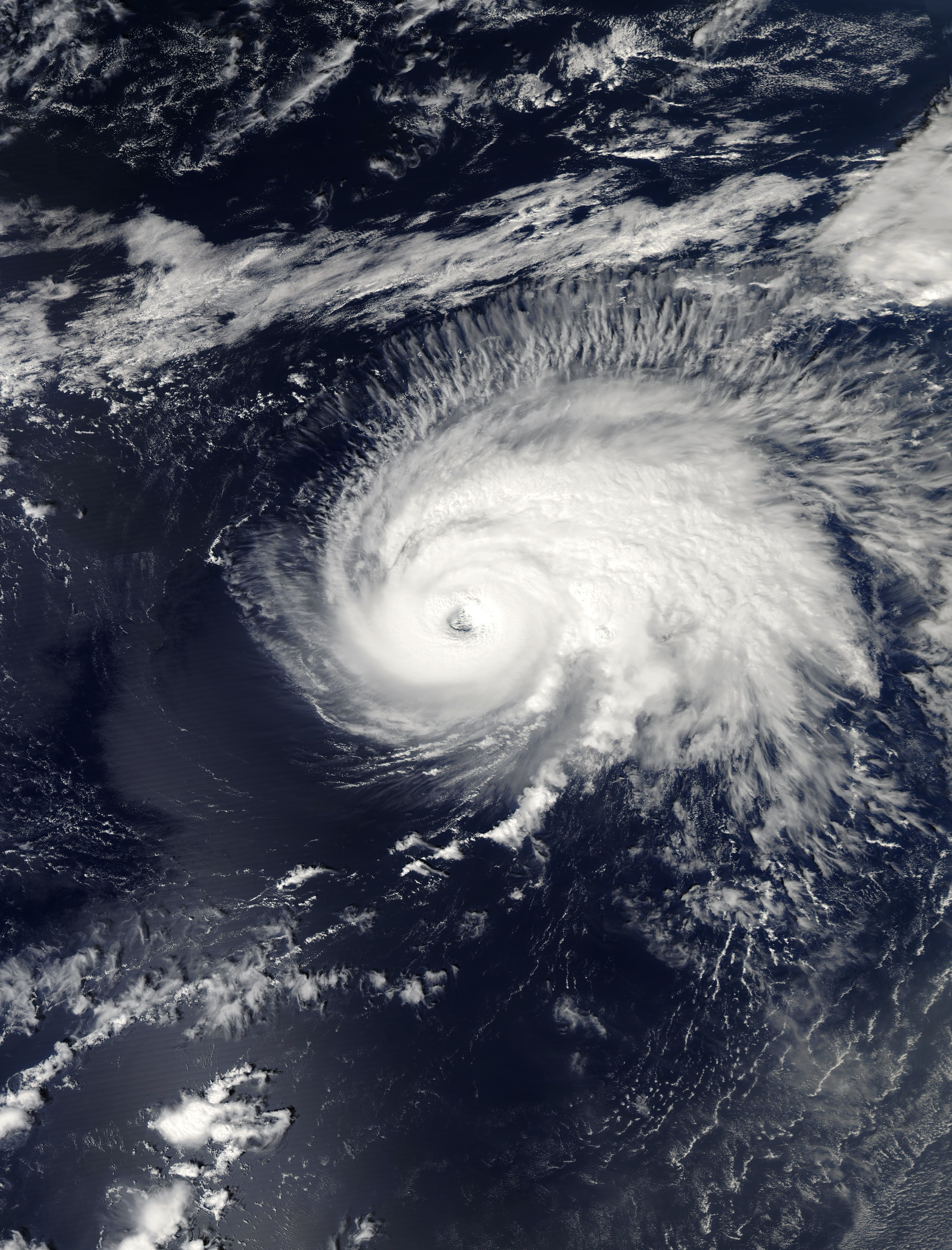
飓风海伦

- 凌晨0点：飓风海伦成为本季第二场大型飓风。

9月21日
- 凌晨0点：飓风戈登转变成温带气旋。

9月24日
- 下午18点：飓风海伦转变成温带气旋。

9月27日
- 下午18点：第九号热带低气压在百慕大东南偏东方向约1500公里海域形成。

9月28日
- 早上6点：第九号热带低气压达到热带风暴强度并获名“艾萨克”（Isaac）。

9月30日
- 中午12点：热带风暴艾萨克达到飓风强度。

### 10月
10月2日
- 中午12点：飓风艾萨克减弱成热带风暴。

10月3日
- 凌晨0点：热带风暴艾萨克转变成温带气旋。

### 11月
11月30日
- 2006年大西洋飓风季正式结束。

## 解释说明
1. ↑  实际操作中没有发布意味着美国国家飓风中心当时没有监控到相应风暴的活动。
2. ↑  大型飓风是指最大持续风速可以在萨菲尔-辛普森飓风等级中达到三级或以上的风暴[15]。